# Wandertrilogie Allgäu

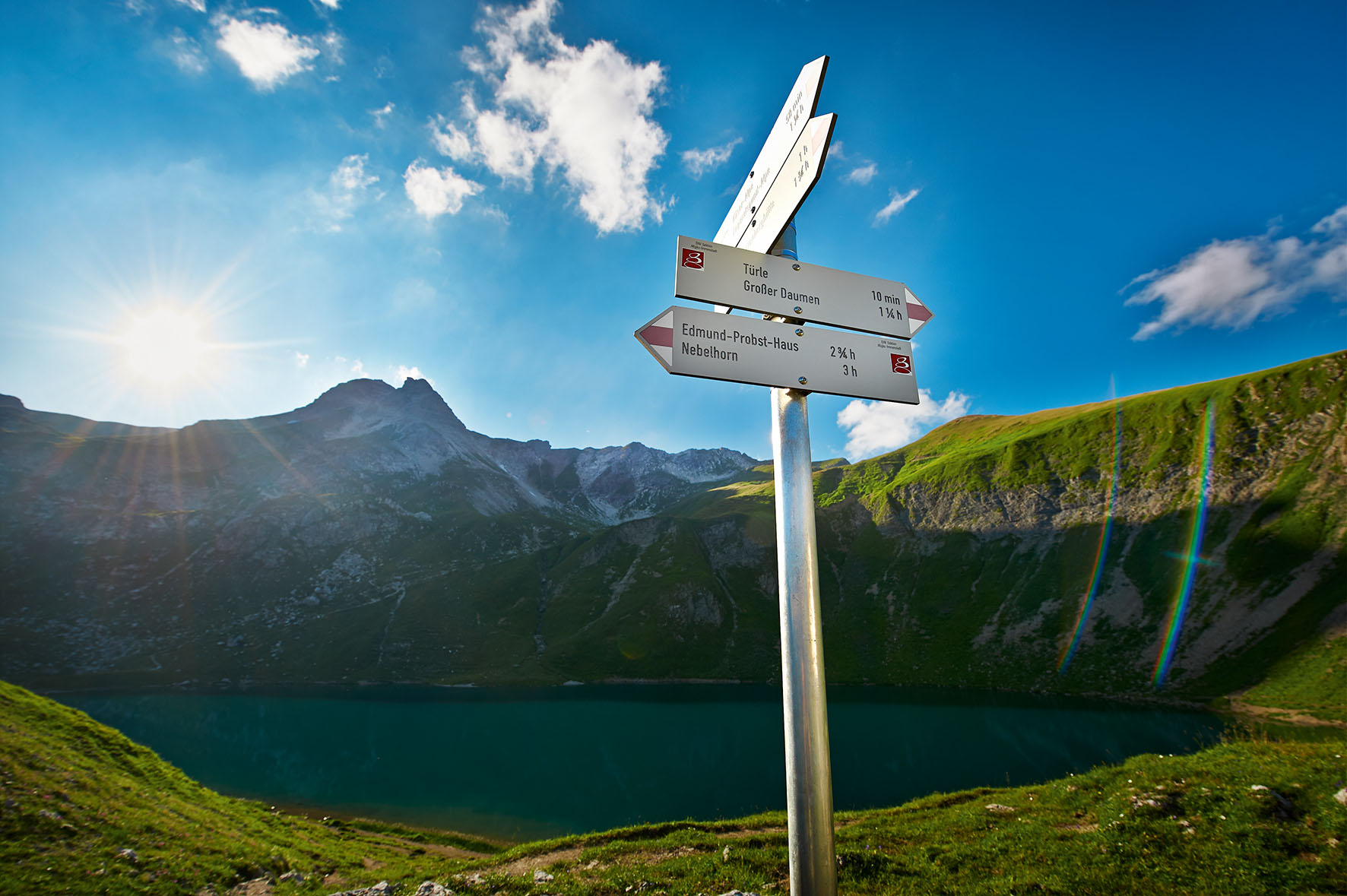

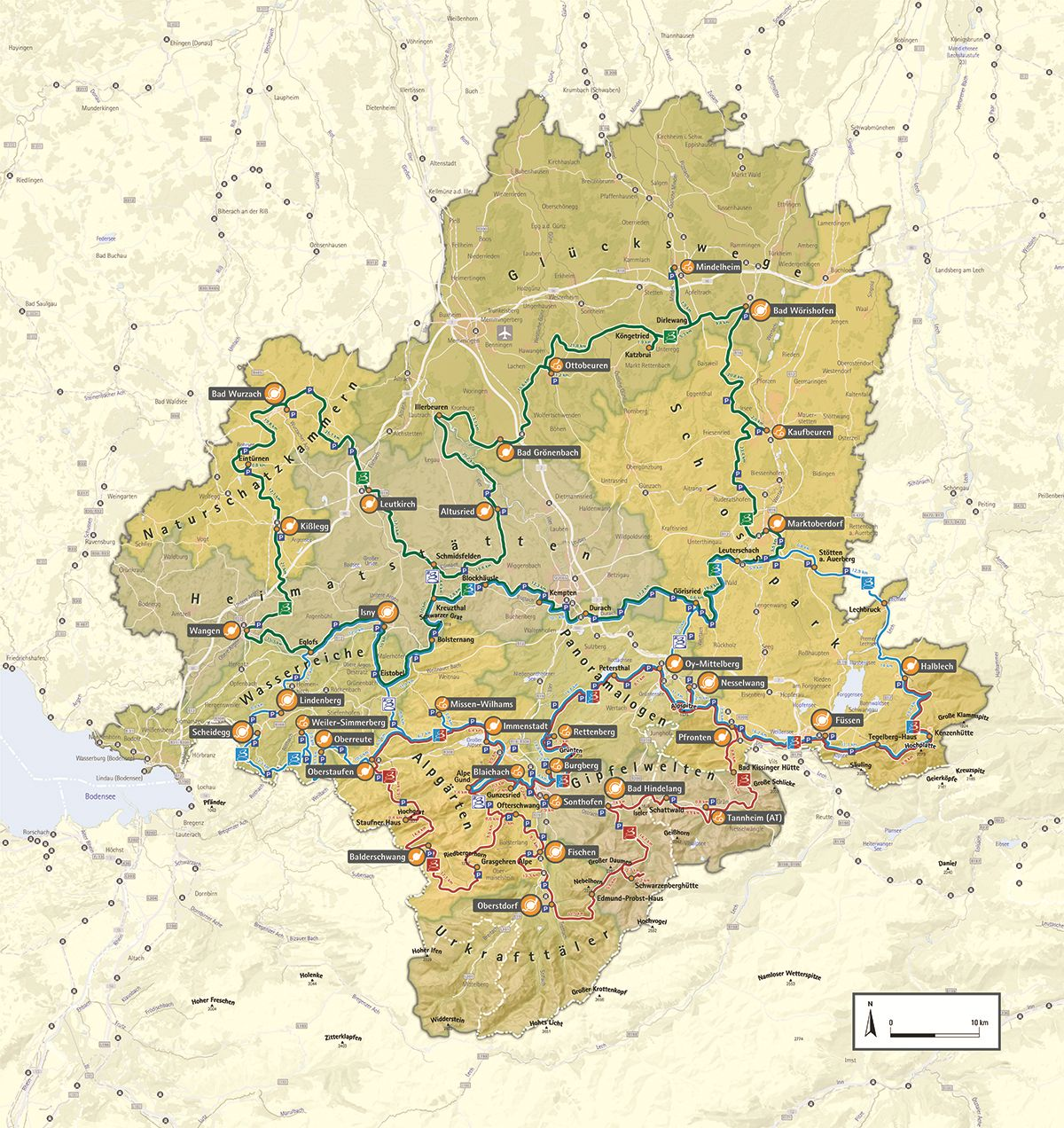

De Wandertrilogie Allgäu is een langeafstandswandelpad in de Allgäu in Duitsland. Het pad werd gecreëerd in 2014. Het (met een logo van een driekleurig steenmannetje) bewegwijzerde pad bestaat uit drie routes:
- Wiesengänger (424 km, 22 etappes)
- Wasserläufer (383 km, 26 etappes)
- Himmelsstürmer (433 km, 24 etappes)